# NGC 2503
NGC 2503 este o emission-line galaxy⁠(d) situată în constelația Racul. A fost descoperită în 17 februarie 1865 de către Albert Marth.